# Den tyske läkaren
Den tyske läkaren (spanska: Wakolda) är en argentinsk historisk dramathrillerfilm från 2013. Filmen är regisserad av Lucía Puenzo, som även skrivit manus. Alex Brendemühl spelar huvudrollen som Josef Mengele.
Filmen är baserad på Lucía Puenzos egen novell från 2011 med samma namn.

## Rollista (i urval)
| - Alex Brendemühl – Mengele - Natalia Oreiro – Eva - Diego Peretti – Enzo - Elena Roger – Nora Eldoc - Guillermo Pfening – Klaus - Florencia Bado – Lilith - Alan Daicz – Tomás | - Nicolas Marsella – Polo - Ana Pauls – Sjuksköterska - Juan I. Martínez – Fabriksägare - Carlos Kaspar – Ailín - bril Braunstein – Iva - Maria V. Barret – Cursis - Benito E. Crespo – Son till Cursis |